# Nemesia cubana
Espèce
Synonymes
- Leptopelma cubana Franganillo, 1930

Nemesia cubana est une espèce d'araignées mygalomorphes de la famille des Nemesiidae.

## Distribution
Cette espèce est endémique de Cuba.

## Description
La femelle holotype mesure 18 mm.

## Systématique et taxinomie
Cette espèce a été décrite sous le protonyme Leptopelma cubana par Franganillo en 1930. Elle est placée dans le genre Nemesia par Raven en 1990.

## Étymologie
Son nom d'espèce lui a été donné en référence au lieu de sa découverte, Cuba.

## Publication originale
- Franganillo, 1930 : Arácnidos de Cuba: Mas arácnidos nuevos de la Isla de Cuba. Memorias del Instituto Nacional de Investigaciones Científicas, vol. 1, p. 47-99.